# 寺田ヒロオ
寺田 ヒロオ（てらだ ヒロオ、本名：寺田 博雄、1931年（昭和6年）8月4日 - 1992年（平成4年）9月24日）は、日本の漫画家。新潟県西蒲原郡巻町（現：新潟市西蒲区）生まれ、同県新発田市育ち。男性。新漫画党総裁。愛称は「テラ（寺）さん」。
伝説的な「トキワ荘」でのリーダー格で、特に藤子不二雄Ⓐの自伝的漫画『まんが道』で、頼もしくて理想的な先輩として描かれた。妻は作曲家・中村八大の実妹。

## 来歴
父親は軍人で、5人兄弟の3男だった。新潟県立新発田高等学校時代に野球部に所属する。同時期に少年漫画雑誌『漫画少年』と出会い、漫画投稿を始める。卒業後は知人の紹介で地元警察の事務職へ就職するが、電電公社（現：NTT）の電報電話局に転職。電報電話局では社会人野球の投手としても活躍し、都市対抗野球大会にも出場した。
その後、井上一雄・福井英一の漫画『バット君』に刺激され、1953年、22歳の時に漫画家になるために上京し、同年の大晦日に東京都豊島区のトキワ荘に入居する。入居当初は、向かいの部屋に手塚治虫が暮らしていた。トキワ荘に次々と入居してくる漫画家らと『新漫画党』を結成。漫画誌に合作、競作を発表するなど、様々な活動をする。
面倒見のいいトキワ荘のリーダー的な存在として知られ、後輩である安孫子素雄（藤子不二雄Ⓐ）や赤塚不二夫らは漫画関係だけでなく私生活の相談に乗ってもらったこと、また度々家賃等の金銭を貸してもらった思い出などを語っており、寺田を慕った。特に安孫子の著作である「まんが道」では寺田のそうしたエピソードが多数描かれ、後に実写ドラマ化もされた。一方、創作活動に生真面目な年下の後輩達の前で「頼もしい兄貴分」でいることには相応の心的苦労もあり、唯一そうした悩みを吐露していたのが、投稿漫画で知り合って以来の友人で、寺田とは正反対の無頼漢として知られる棚下照生だった。
1950年代後半から1960年代前半にかけて人気漫画家となった。1956年から『野球少年』で連載を始めた『背番号0』、週刊少年漫画雑誌『週刊少年サンデー』1959年創刊号から連載された『スポーツマン金太郎』などの野球漫画は特に有名。試合の場面に中継アナウンサーのコメントを入れるようにした嚆矢であるとされる。『スポーツマン金太郎』は1960年、第1回講談社児童まんが賞を受賞した。『暗闇五段』は不慮の事故で失明、記憶喪失となった柔道家を主人公にした作品で、1965年に千葉真一主演で『くらやみ五段』としてテレビドラマ化された。この間の1957年6月、結婚を機にトキワ荘から退居。
しかし、週刊漫画誌の隆盛に伴い、どんどん速度を上げていく仕事のペースについていけなくなったという。『週刊少年サンデー』に連載した『スポーツマン金太郎』の終了後には、憂鬱な気持ちになり「もうへとへとだった。やめたい」と申し出たとされる。また、1960年代からの漫画業界は、劇画ブームの影響から、リアルで映像的な画調と刺激的なストーリーがもてはやされるようになり、正統派児童漫画だけ書き続ける寺田の作風は、時流からも取り残される形になっていった。寺田は劇画ブームへの強い反感を示し、仲間内での集まりでもこれを度々批判した。安易な劇画ブームへの批判に同感だった仲間たちも、会う度に批判だけを繰り返す寺田の言動に、かつての頼もしさを感じなくなっていった。さいとう・たかをによれば、一面識もない寺田から突然手紙が届き、「そういう低俗なものを描くな」と諭されたことがあったという。最後には、自分が執筆している雑誌の編集長に、劇画作品の連載を全て打ち切るように進言するという荒っぽい行動まで出たが、独善的な考えも目立ったために聞き入れられず、周囲からも反感を買い、逆に自分の連載が打ち切られるという顛末となった。寺田は『えすとりあ』季刊2号（1982年）で、「ちょうど高度成長の始まりで、大きいことはいい事だ。儲けることは美徳であると、モーレツ時代に突進して行ったわけで、漫画も雑誌もドギツク、エゲツナクなる一方で」と批判的に語っている。
これらの出来事を積み重ねるうち、寺田は徐々に著作のペースを減少させ、寡作となっていった。まず1964年、『暗闇五段』の終了を最後に、週刊誌の連載から撤退。活動の場は小学館の学習雑誌などの月刊雑誌に限定されるようになったが、作風も正統派漫画とは言えなくなったとの批判が増え、ついに1973年には漫画業そのものから完全に引退した。その際、手塚がしばらく休んで思いとどまるようにと説得したものの、耳を貸さなかったという。手塚や他の漫画家仲間も、内心では頑固な寺田にほとほと困っていたが、元々の漫画への信念と技量を思い、何とか復帰させようと幾度も諭したものの、功を奏することはなかった。この時期、トキワ荘時代の仲間に送られた手紙に書かれてあったのは、現役時代からは想像もつかないほど弱気な内容で、受け取った方も驚いたという。漫画家を引退した一方、1981年4月には、『漫画少年』の歴史を記録した「『漫画少年』史」（湘南出版社刊、ASIN B000J7TRYE）を編纂・出版した。
引退後は、トキワ荘時代の仲間とすらほとんど会わなくなる。1981年、取り壊しが決まったトキワ荘に当時のメンバーが集う「同荘会」が企画されたとき、寺田は招待されながら姿を見せなかった。この会合を題材としたNHK特集『わが青春の「トキワ荘」 現代マンガ家立志伝』には、個別に取材したビデオ収録で出演している。このように人を避ける一方、助言を求めてきた漫画家志望の若者には、直接会ってアドバイスをすることもしばしばあったという。寺田は晩年の1989年に毎日新聞のインタビューに答え、「60年（1985年）にちょっとしたカゼがもとで、全身につぎつぎに病気が出た。手塚さんの葬儀にも出席できなかったぐらいです」と明かし、漫画家仲間との断交は、自身の健康問題に起因するものだったことを示唆している。
1990年6月23日、突然トキワ荘の仲間（藤子不二雄Ⓐ、藤子・F・不二雄、石ノ森章太郎、赤塚不二夫、鈴木伸一、つのだじろう）を自宅に呼んで宴会を催し、終了後、三々五々去ってゆく仲間たちにいつまでも手を振り続け、「もう思い残すことは無い」と家族に話したという。翌日、藤子Ⓐは礼を伝えるため、寺田宅に電話をかけたが、寺田は電話口に出ず、妻を通じて「今後一切世俗とは関わらない」との旨を伝えた。なお、この宴会の模様は鈴木がホームビデオで撮影しており、後年ヒストリーチャンネル制作の番組『20世紀のファイルから－証言・あの時、あの人－』（第29話：マンガがすべてだった・「トキワ荘」の頃）で一部が公開されている。鈴木はこの時に撮影したビデオのコピーを寺田に進呈しており、遺族の話では彼は晩年そのビデオを繰り返し観ていたという。
その後は一人自宅の離れに住み、母屋に住む家族ともほとんど顔を合わせることはなかった。朝から酒を飲み、妻が食事を日に3度届ける生活を続けていたが、1992年9月24日に朝食が手つかずで置かれたままになっているのを妻が不審に思い、部屋の中に入ったところ、既に息絶えているのが発見された。妻は晩年の寺田について「身体が悪くなって、病院に行ってくれと頼んでも、行こうとしないんです。色々手を尽くして、あきらめました。この人は、もう死にたいんだなって…」と、ただ見守るしかなかった状況を語っている。
墓は茅ケ崎駅を降りて海とは反対側に車で10分ほどの浄見寺という大岡忠相の墓所でもある浄土宗の古刹にある。戒名は「博譽残夢漫歩居士」。
1996年の映画『トキワ荘の青春』では、本木雅弘が主人公である寺田を演じ、藤子や石ノ森、赤塚らの後輩を年長者としてサポートしていく中、徐々に時流から取り残されていく寺田の姿が描写されている。映画は2021年にデジタルリマスター版が公開された。
2020年7月、トキワ荘マンガミュージアムが開館すると、その開館記念企画で『漫画少年』と寺田が特集展示された。開館式典を訪れた里中満智子（日本漫画家協会理事長）は「寺田先生が若いマンガ家たちに『おいでよ』と声をかけたからこそ、このトキワ荘がある。寺田先生の作品と先生自身の再評価にもつながってほしい」と語った。また、2020年10月30日から2021年3月28日まで「トキワ荘のアニキ 寺田ヒロオ展」が開催された。
2021年10月2日から2021年10月31日まで、「写真の町シバタ2021」の企画展として「寺田ヒロオの世界展」が開催された。会場は新発田市役所7階市民ギャラリー。

## 受賞歴
- 『スポーツマン金太郎』 - 第1回講談社児童まんが賞　（1960年）
- 『漫画少年史』 - 第11回日本漫画家協会賞選考委員特別賞（1982年度）

## 作品
単行本化作品が僅少な上に絶版になっていたが、2009年2月よりマンガショップが「寺田ヒロオ全集」として復刻版の出版を始めた。
- 白黒物語（『漫画少年』1955年4月号 - 10月号）
- 背番号0（『野球少年』1956年1月号 - 1960年4月号、『小学四年生』1961年4月号 - 1962年3月号、『小学五年生』1962年4月号 - 1963年3月号、1967年4月号 - 1968年3月号、『小学六年生』1963年4月号 - 1964年3月号、『ボーイズライフ』1964年4月号 - 11月号）
- スポーツマン佐助（『野球少年』1957年9月号 - 1959年6月号）
- ラッキーちゃん（『幼年クラブ』1957年）
- もうれつ先生（『少年』1958年1月号 - 1961年2月号）
- 五九郎さん（『おもしろブック』1958年新年号 - 1960年6月号）
- ホープくん（『ぼくら』1958年 - 1959年）
- スポーツマン金太郎（『週刊少年サンデー』1959年創刊号 - 1960年32号、1961年14号 - 1963年45号、『小学三年生』1962年4月号 - 1963年3月号、『小学五年生』1966年4月号 - 1967年3月号、『小学六年生』1967年4月号 - 1968年3月号、『小学一年生』1969年3月号、『小学二年生』1969年4月号 - 1970年3月号）
- わんぱく記者（『少年画報』1959年新年号 - 1960年6月号）
- ホームラン教室（『冒険王』1959年 - 1961年）※後半は赤塚不二夫作画
- おやまの金ちゃん（『小学一年生』1960年4月号 - 1961年3月号）
- タマちゃん野球日記（『こども家の光』1961年）
- きんちゃん（『小学一年生』1961年4月号 -　1962年3月号）
- カメラマン金太郎（『小学三年生』1962年1月号 - 3月号、『小学四年生』1962年4月号 - 1963年7月号）
- 代打者（ピンチヒッター）（『少年』1962年4月号 - 1963年2月号）
- 暗闇五段（『週刊少年サンデー』1963年46号 - 1964年31号）
- ロボット兄弟（『小学四年生』1964年9月号 - 1965年3月号、『小学五年生』1965年4月号 - 12月号）
- チビッ子選手金太郎（『小学四年生』1966年4月号 - 1967年3月号）
- きんちゃんくろちゃん（『小学二年生』1966年9月号 - 1967年3月号）
- ノンキ先生まんがノート（『週刊少年サンデー』1968年15号 - 22号）
- その後の、スポーツマン金太郎（『ビッグコミック』1969年3月号）
- きんたろう（『小学一年生』1969年4月号 - 1970年3月号）
- カーブくんドロップくん（『小学二年生』1971年4月号 - 1972年3月号）
- パー子ペー吉（『幼年クラブ』）
- トキワ荘青春物語（競作）
- 寺田ヒロオ編：「『漫画少年』史」湘南出版社 （1981年04月）
- ひとこまマンガ展（『週刊ザテレビジョン』 1982年9月 - 1983年4月）※最後の雑誌連載漫画

## 関係者・交流のあった人物
- 手塚治虫
- 棚下照生 - 新潟在住時から投稿漫画を通じて交流。

### トキワ荘に同時期に居住、ともに新漫画党を結成
- 藤子不二雄
- 石ノ森章太郎
- 赤塚不二夫
- 鈴木伸一
- 森安なおや

### トキワ荘「通勤組」、新漫画党に参加
- 永田竹丸
- 坂本三郎
- つのだじろう
- 園山俊二

## 寺田ヒロオを演じた人物
- 渡辺寛二[16] - 銀河テレビ小説『まんが道』
- 河島英五 - 銀河テレビ小説『まんが道・青春編』
- 本木雅弘 - 映画『トキワ荘の青春』カルチュア・パブリッシャーズ、監督：市川準（1996年公開）。
- 大野拓朗 - 『ヒーローを作った男 石ノ森章太郎物語』
- はせさん治 - テレビアニメ『ぼくらマンガ家 トキワ荘物語』（日生ファミリースペシャル）